# 福島村 (東京府)
福島村（ふくじまむら）は、神奈川県、東京府北多摩郡にかつて存在した村である。現在の昭島市の東部に位置する。昭島市の地名として現存する。

## 歴史

### 沿革
- 1889年（明治22年）4月1日 - 町村制の施行に伴い、神奈川県北多摩郡郷地村、福島村、築地村、中神村、宮沢村、大神村、田中村、上川原村、拝島村が町村組合を結成し、中神村外八ヶ村組合が発足。
- 1893年（明治26年）4月1日 - 東京府へ移管。
- 1902年（明治35年）4月1日 - 拝島村が中神村外八ヶ村組合から独立。当村を含む残部は中神村外七ヶ村組合となる。
- 1928年（昭和3年） 1月1日 - 中神村外七ヶ村組合を廃止。各村が合併して昭和村を新設。同日福島村廃止。

## 交通

### 鉄道路線
青梅線東中神駅が旧村域内に存在するが、当時は未開業。

### 道路
- 奥多摩街道

## 名所・旧跡
- 陸軍立川飛行場（現国営昭和記念公園）